# 小時代：刺金時代
《小时代3：刺金时代》是一部2014年上映的都市青春片，为小时代系列电影的第三部，改编自中國知名作家郭敬明所著系列小说《小时代》。本片由浙江华策影视股份有限公司、和力辰光国际文化传媒（北京）有限公司、乐视影业（天津）有限公司等联合出品，乐视影业和华策影视负责发行，并由原著作者郭敬明担当编剧并执导，杨幂、柯震东、郭采洁、陈学冬、郭碧婷、谢依霖领衔主演。影片虽与小说第三部同名，但片中情节更多地取自第二部《小时代2.0虚铜时代》，讲述了四姐妹重聚没多久，林萧就遭遇崇光“病逝”的打击，随着顾里弟弟的出现，崇光假死的真相和M.E公司的内幕在宫洺的生日宴会中逐渐被揭露出来。
本片与系列电影第四部《小时代：灵魂尽头》一起套拍而成，于2013年12月10日在意大利首都罗马正式开机，不久转回国内，在上海取景拍摄，2014年3月23日杀青关机，同时主演杨幂亦继电影《分手大师》之后再度带孕完成全部戏份。2014年7月17日，影片在中国大陆正式公映。

## 宣布啟動
- 2013年11月24日，導演郭敬明透過微博宣佈《小時代3：刺金時代》將於12月正式開拍，並曝光首款概念海報。
- 2013年12月10日，導演郭敬明透過微博宣佈《小時代3：刺金時代》在羅馬正式開機[3]。

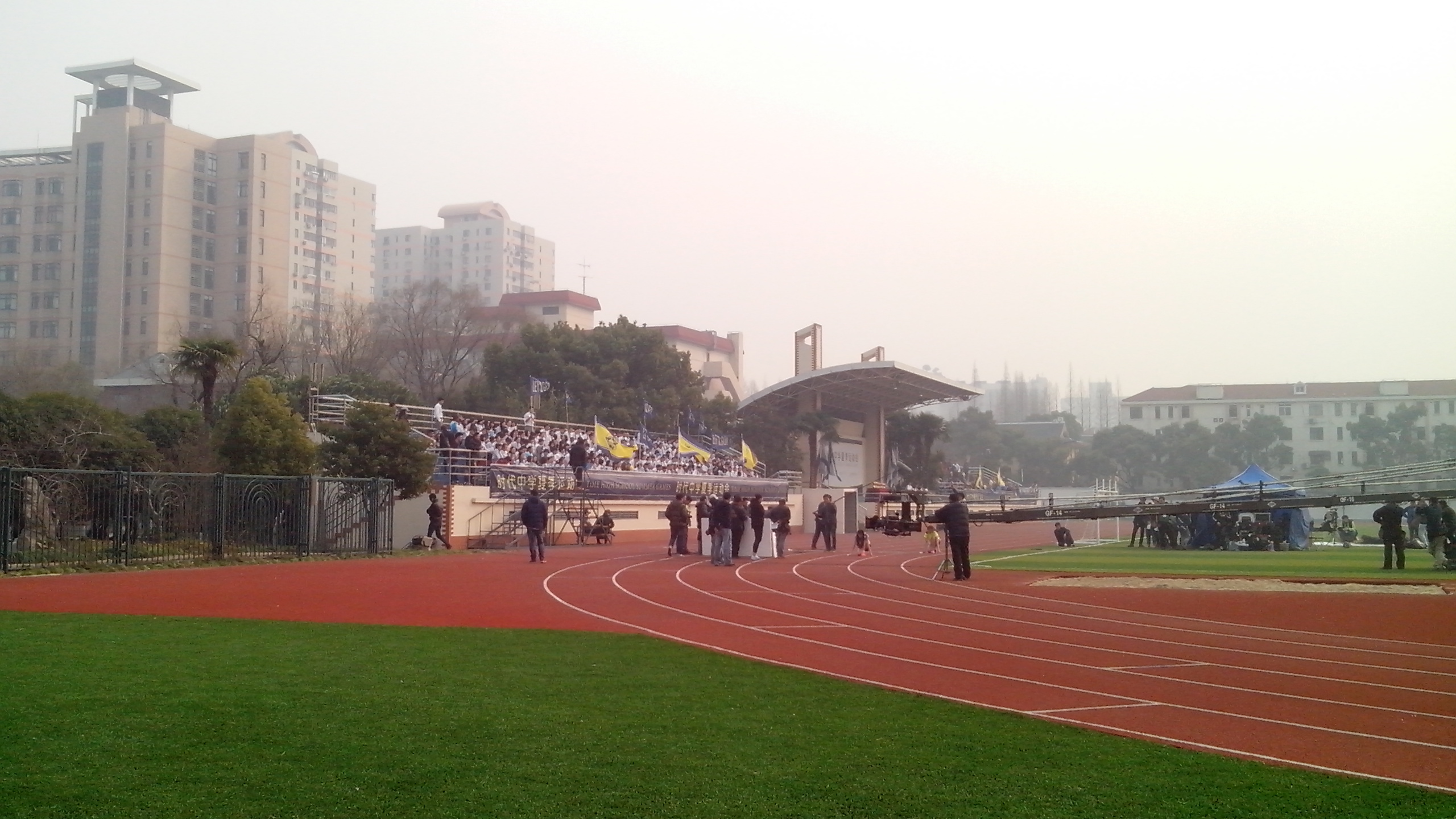
影片一组片段的拍摄现场，起跑者左一为杨幂

## 換角
2013年11月27日，導演郭敬明透過微博表示：「遺憾地告訴大家：非常抱歉，我沒有做到原班人馬全陣容回歸，我盡了我自己最大的努力，但還是失敗了。」暗示小時代中有些角色將會進行更換。但最後證實只有飾演宮洺一角的鳳小岳因檔期問題而退出，該角色改由台灣混血藝人錦榮出演。

## 劇照曝光
- 2013年12月2日，曝光「顧里」郭采潔「新生版」劇照。
- 2013年12月5日，曝光「宮洺」錦榮「新生版」劇照，因鳳小岳檔期無法配合，宮銘一角改由錦榮演出[8]。
- 2013年12月9日，曝光「南湘」郭碧婷、「唐宛如」謝依霖「新生版」劇照。
- 2013年12月12日，曝光「葉傳萍」王琳「新生版」劇照。
- 2013年12月13日，曝光「席城」姜潮「新生版」劇照。
- 2013年12月16日，曝光「顧準」任佑明、「Neil」李鉉在「新生版」劇照。
- 2013年12月18日，曝光「Kitty」商侃「新生版」劇照。
- 2013年12月23日，曝光「周崇光」陳學冬「新生版」劇照。
- 2013年12月26日，曝光「顧源」柯震東「新生版」劇照。
- 2013年12月30日，曝光「林蕭」楊冪「新生版」劇照。

## 角色
| 角色        | 演員   | 簡介 |
| ----------- | ------ | --- |
| 林蕭        | 楊冪   | 《M.E.》雜誌主編宮洺的助理，個性溫和善解人意，喜歡文字，重視友情，一直覺得自己是小人物，時代姐妹花一員，是顧里、南湘、宛如的好友周崇光的女友，一直深愛著周崇光。 |
| 顧里        | 郭采潔 | 《M.E.》雜誌財務總監，富二代，稱號毒蛇女王，但其實刀子嘴豆腐心，時代姐妹花一員，是林蕭、南湘、宛如的好友，顧源的女友。                                           |
| 顧源        | 柯震東 | 富二代，顧里的男友，一直深愛著顧里。 |
| 周崇光 陸燒 | 陳學冬 | 《M.E.》雜誌專欄作家，林蕭的男友，宫洺弟弟，一直深愛著林蕭，因家庭因故而被迫整容成外国混血模特兒。                                                               |
| 南湘        | 郭碧婷 | 擅長畫畫，夢想成為服裝設計師，美貌出眾，情感細膩，時代姐妹花一員，是林蕭、顧里、宛如的好友，席城的前女友。                                                       |
| 唐宛如      | 谢依霖 | 國家羽毛球運動員，心地善良，是搞笑擔當，時代姐妹花一員，是林蕭、南湘、顧里的好友，暗戀衛海。                                                                     |
| 宫洺        | 錦榮   | 《M.E.》雜誌執行主編，周崇光的哥哥，林蕭的上司。 |
| Neil        | 李賢宰 | 顾里的表弟，是個同性戀，喜歡顧准。 |
| 顾准        | 任言愷 | 顾里的弟弟，與 Neil 有感情線。 |
| 席城        | 姜潮   | 南湘的前男友，和南湘自初中開始交往，糾纏至今數度分分合合，愛南湘勝過一切。他是浪子，他危險而又迷人，殘忍而又深情。青木時代中成了摧毁了四姐妹友情的開端。         |
| 衛海        | 杜天皓 | 唐宛如的鍾情對象，戀上南湘。 |
| Kitty       | 商侃   | 宫洺的秘書，外表冷酷，遇到任何事，都能保持著如同機器人一樣鎮定。                                                                                                 |
| 葉傳萍      | 王琳   | 顧源的母親，不喜歡顧里，反對顧源跟顧里在一起。 |

## 電影歌曲
- 主題曲：蔡依林〈萬花瞳〉，MV於2014年6月16日電影發布會上曝光。[9]
- 片尾曲：郁可唯〈時間煮雨〉
- 插曲：陳學冬〈不再見〉
- 插曲：周笔畅〈别忘了〉
- 聯合主題曲：蘇打綠〈微光〉

## 票房
《小時代：刺金時代 》在中國大陸首周四天票房為3.21億當上該周票房榜冠軍。至2014年8月11日，電影公映3周共收5.17億元人民幣。
| 上一届： 《变形金刚4：绝迹重生》 | 2014年中国内地一周票房冠军 第29週（7月14日-7月20日） | 下一届： 《后会无期》 |

## 外部連結
- 《小時代》系列電影新浪網專題 （页面存档备份，存于）（简体中文）
- 电影小时代的新浪微博（简体中文）
- 小時代：刺金時代的Facebook專頁（繁體中文）
- 豆瓣电影上《小時代：刺金時代》的資料 （简体中文）
- 时光网上《小時代：刺金時代》的資料（简体中文）
- 互联网电影数据库（IMDb）上《小時代：刺金時代》的资料（英文）